# Herb województwa kujawsko-pomorskiego
Herb województwa kujawsko-pomorskiego – jeden z symboli województwa kujawsko-pomorskiego w postaci herbu. 

## Wygląd i symbolika
Herb przedstawia w polu srebrnym połuorła czerwonego, zwróconego w prawo o dziobie, języku i pazurach złotych i połulwa czarnego, zwróconego w lewo o języku czerwonym i pazurach czarnych. Na głowach połuorła i połulwa złota korona otwarta z umieszczonymi w niej klejnotami w kolorze czerwonym.
Godło, przedstawiające hybrydę kujawską (połuorzeł-połulew) pochodzi z herbów dawnego województwa inowrocławskiego i brzeskokujawskiego. Biała tarcza herbowa nawiązuje natomiast do herbu województwa chełmińskiego.
Herb został przyjęty uchwałą sejmiku w dniu 10 lipca 2000 roku.